# سلحفاة هندية
السلحفاة الهندية أو إندوتيستودو (الاسم العلمي: Indotestudo)، هو جنس ينتمي إلى فصيلة السلاحف البرية، ويضمُّ ثلاثة أنواعٍ من السلاحف، التي تعيش في غابات جنوب وجنوب شرقيّ قارة آسيا. الاسم العلمي مركب من كلمتين، Indo وتعني «الهند» وtestudo وتعني «الترس».

## الأنواع
يضمُّ جنس إندوتيستودو الأنواع الثلاث التالية من السلاحف:
- السلحفاة المستطيلة.
- سلحفاة فورستن.
- سلحفاة ترافانكور.